# Kurash nos Jogos Asiáticos em Recinto Coberto de 2009
As competições de kurash nos Jogos Asiáticos em Recinto Coberto de 2009 ocorreram entre  2 e 4 de novembro. Oito categorias foram disputadas.

## Calendário
| Outubro/Novembro | 28 | 29 | 30 | 31 | 1 | 2 | 3 | 4 | 5 | 6 | 7 | 8 | Finais |
| ---------------- | -- | -- | -- | -- | - | - | - | - | - | - | - | - | ------ |
| Kurash           |    |    |    |    |   | 2 | 3 | 3 |   |   |   |   | 8      |

## Quadro de medalhas
| Ordem | País          | Medalha de ouro | Medalha de prata | Medalha de bronze |    |
| ----- | ------------- | --------------- | ---------------- | ----------------- | -- |
| 1     | Uzbequistão   | 2               | 1                | 1                 | 4  |
| 2     | Irã           | 2               | 1                |                   | 3  |
| 2     | Cazaquistão   | 2               | 1                |                   | 3  |
| 4     | Vietname      | 2               |                  | 2                 | 4  |
| 5     | Taipé Chinesa |                 | 2                | 3                 | 5  |
| 6     | Afeganistão   |                 | 1                | 1                 | 2  |
| 6     | Tailândia     |                 | 1                | 1                 | 2  |
| 8     | Tajiquistão   |                 | 1                |                   | 1  |
| 9     | Índia         |                 |                  | 2                 | 2  |
| 9     | Japão         |                 |                  | 2                 | 2  |
| 9     | Mongólia      |                 |                  | 2                 | 2  |
| 12    | Síria         |                 |                  | 1                 | 1  |
| TOTAL | TOTAL         | 8               | 8                | 15                | 31 |

## Medalhistas
| Evento              | Ouro                               | Prata                              | Bronze                                                         |
| Até 60 kg masculino | IRI Irã Mostafa Dalirian           | AFG Afeganistão Abdul Wahed Wahedi | SYR Síria Fadi Darwish TPE Taipé Chinês Ho Chih-Yi             |
| Até 66 kg masculino | KAZ Cazaquistão Meirzhan Kaltayev  | TPE Taipé Chinês Hsu Peng-Yao      | UZB Uzbequistão Elbek Ochilov VIE Vietnã Dinh Quoc Thong       |
| Até 73 kg masculino | VIE Vietnã Nguyen Tuan Hoc         | UZB Uzbequistão Uktam Boboev       | MGL Mongólia Munkhbatiin Dagvadorj IND Índia Praveen Thakur    |
| Até 81 kg masculino | UZB Uzbequistão Sharof Kholmamatov | KAZ Cazaquistão Mukhit Tursynov    | TPE Taipé Chinês Chen Fu-Chen JPN Japão Kohei Yoshioka         |
| Até 90 kg masculino | IRI Irã Hossein Ghomi              | TJK Tajiquistão Parviz Sobirov     | JPN Japão Masato Ishizaki AFG Afeganistão Ekramuddin Ahmadi    |
| Até 52 kg feminino  | VIE Vietnã Van Ngoc Tu             | TPE Taipé Chinês Yu Ying-Ying      | THA Tailândia Petlada Nuinkaew                                 |
| Até 57 kg feminino  | KAZ Cazaquistão Olessya Kutsenko   | THA Tailândia Orapa Senatham       | MGL Mongólia Ochirpureviin Lkhagvakhuu IND Índia Shally Manral |
| Até 63 kg feminino  | UZB Uzbequistão Nargiza Hamdamova  | IRI Irã Toktam Bidel               | VIE Vietnã Nguyen Thi Lan TPE Taipé Chinês Du Yu-Ling          |